# Multimedia
Multimedia, från engelskans multi och medium, är ett samlingsbegrepp för produkter och digitala presentationer som integrerar text, bild, video och ljud. Multimedia kan användas som uttrycksmedel för att förmedla ett budskap av något slag.
Ordet finns belagt i svenskan åtminstone sedan 1968 och är jämförbart med engelskans multimedia. Multimedia var ett modeord under 1990-talet då det inte var lika självklart att datorer och mobiltelefoner hade stöd för det.